# Sabre Wulf
『Sabre Wulf』（サーベルウルフ）とは、レア（現・Xbox Game Studios）が開発したアクションアドベンチャーゲーム。日本では未発売。

## 概要
サーベルウルフのデビューは1984年。ZX Spectrum、コモドール64向けソフトとして発売（ちなみに当時の社名はUltimate Play The Game）。
任天堂主催のイベント任天堂スペースワールド2001で発表され、当初は任天堂から2002年夏に発売される予定だったが、開発途中にレア社がマイクロソフトに買収された影響などから発売未定となり、その後THQを発売元にして2004年に発売された。

## ゲーム内容
復活したサーベルウルフから盗まれた宝を取り戻すという内容。